# 修文镇 (晋中市)
修文镇位于榆次区西部平川，潇河南岸，1999年撤乡并镇时由原陈侃乡和修文街道办事处合并而来（郭村、西郝村、中郝村、东郝村等4村原属郭家堡乡），镇政府驻陈侃村。

修文镇辖：修文村、陈侃村、王香村、杨安村、东白村、东长寿村、南要村、北要村、褚村、内白村、王都村、西白村、陈胡村、述巴村、南疃村、胡乔营村、西胡乔村、郭村、西郝村、中郝村、东郝村等。